# Badminton aux Jeux africains de 2015
Navigation
Édition précédente Édition suivante
Les compétitions de Badminton aux Jeux africains de 2015 se déroulent au Stade de la Révolution de Brazzaville (République du Congo) du  2 au 9 septembre 2015.  

## Podiums
| Épreuves         | Or | Argent | Bronze |
| ---------------- | --- | --- | --- |
| Simple messieurs | Jacob Maliekal                                                                                                 | Prakash Vijayanath | Clement Krobakpo et Edwin Ekiring |
| Double messieurs | Andries Malan Willem Viljoen                                                                                   | Ali Ahmed El-Khateeb Abdelrahman Kashkal | Enejoh Abah Victor Macanju et Olaoluwa Fagbemi Jinkam Bulus |
| Simple dames     | Kate Foo Kune                                                                                                  | Grace Daniel | Nicki Chan-Lam et Hadia Hosny |
| Double dames     | Juliette Ah-Wan Allisen Camille                                                                                | Kate Foo Kune Marie Louison | Maria Braimoh Grace Daniel et Mercy Joseph Lavina Martins |
| Double mixte     | Andries Malan Jennifer Fry                                                                                     | Willem Viljoen Michelle Butler-Emmett | Abdelrahman Kashkal Hadia Hosny et Georgie Cupidon Juliette Ah-Wan |
| Équipes mixtes   | Île Maurice Aatish Lubah Christopher Paul Georges Julien Paul Nicki Chan-Lam Kate Foo Kune Yeldy Marie Louison | Afrique du Sud Andries Malan Jacob Maliekal Prakash Vijayanath Willem Viljoen Michelle Butler-Emmett Elme de Villiers Jennifer Fry Sandra le Grange | Nigeria Enejoh Abah Jinkan Ifraimu Olorunfemi Elewa Ola Fagbemi Clement Krobakpo Victor Makanju Tosin Damilola Atolagbe Augustina Ebhomien Sunday Grace Gabriel Susan Ideh Maria Braimoh Deborah Ukeh et Seychelles Georgie Cupidon Kervin Ghislain Steve Malcouzanne Juliette Ah-Wan Allisen Camille Cynthia Course |

## Tableau des médailles
| Rang | Nation                           | Or | Argent | Bronze | Total |
| ---- | -------------------------------- | -- | ------ | ------ | ----- |
| 1    | Afrique du Sud                   | 3  | 3      | 0      | 6     |
| 2    | Maurice                          | 2  | 1      | 1      | 4     |
| 3    | Seychelles                       | 1  | 0      | 2      | 3     |
| 4    | Nigeria                          | 0  | 1      | 5      | 6     |
| 5    | Égypte                           | 0  | 1      | 2      | 3     |
| 6    | Kenya                            | 0  | 0      | 1      | 1     |
| 6    | Ouganda                          | 0  | 0      | 1      | 1     |
| 8    | Algérie                          | 0  | 0      | 0      | 0     |
| -    | Botswana                         | 0  | 0      | 0      | 0     |
| -    | République du Congo              | 0  | 0      | 0      | 0     |
| -    | Éthiopie                         | 0  | 0      | 0      | 0     |
| -    | Ghana                            | 0  | 0      | 0      | 0     |
| -    | République démocratique du Congo | 0  | 0      | 0      | 0     |
|      | Total                            | 6  | 6      | 12     | 24    |

## Sources
- cojabrazzaville2015.com Jeux africains de Brazzaville 2015, Résultats
- Badminton – Jeux Africains 2015: les résultats